# Adibylu, Alur
Adibylu là một làng thuộc tehsil Alur, huyện Hassan, bang Karnataka, Ấn Độ.